# Zeuxia roederi
Zeuxia roederi là một loài ruồi trong họ Tachinidae.